# Маяк острова Фолкнер
Маяк острова Фолкнер (англ. Falkner Island Light) — маяк на острове Фолкнер, расположенном в проливе Лонг-Айленд, округ Нью-Хейвен, штат Коннектикут, США. Построен в 1802 году. Автоматизирован в 1978 году. Административно принадлежит городу Гилфорд.

## История
В начале XIX века судоходство в проливе Лонг-Айленд было достаточно интенсивным, а остров Фолкнер расположен среди группы мелких островков и скал, представляющих опасность для судоходства. В марте 1801 года Конгресс США выделил 6000$ на строительство маяка в этом районе. Строительство было поручено архитектору Абише Вудворду, который также построил маяк Нью-Лондон-Харбор в 1801 году, маяк Линд-Пойнт в 1802 году, маяк Файв-Майл-Пойнт в 1805 году и маяк Блек-Рок-Харбор в 1808 году. Маяк был построен в 1802 году. Он представлял собой восьмиугольную башню из блоков песчаника, вымоченных в известковом растворе. В качестве осветительного прибора использовалась система из масляных ламп и отражателей. В 1856 году её заменили на линзу Френеля. Лестница внутри башни изначально была деревянной, в 1871 году её заменили железной. Состояние оригинального деревянного дома смотрителя быстро ухудшалось, и в 1858 году вместо него был построен новый, который представлял собой двухэтажное деревянное здание, соединённое с маяком крытым переходом. Но качество строительных работ было невысоким, и зимой в дом попадал снег. В 1871 году дом 1858 года также был снесён, и вместо него был построен новый трехэтажный деревянный дом. В 1976 году в результате пожара этот дом сгорел, также пострадала и башня маяка. В 1978 Береговая охрана США отремонтировала башню и автоматизировала маяк. С 1988 года маяк работает на солнечной энергии.
В 1990 году он был включен в Национальный реестр исторических мест.
На острове Фолкнер гнездятся розовые крачки, сезон гнездования длится с мая по август, и в это время доступ на остров ограничен.

## Фотографии

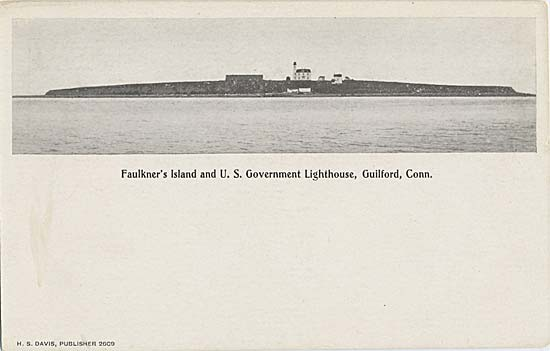
открытка 1904 года